# Peter Musiolek
Peter Musiolek (* 21. Mai 1927 in Aussig, Tschechoslowakei; † 28. November 1991 in Berlin) war ein deutscher Althistoriker.

## Leben

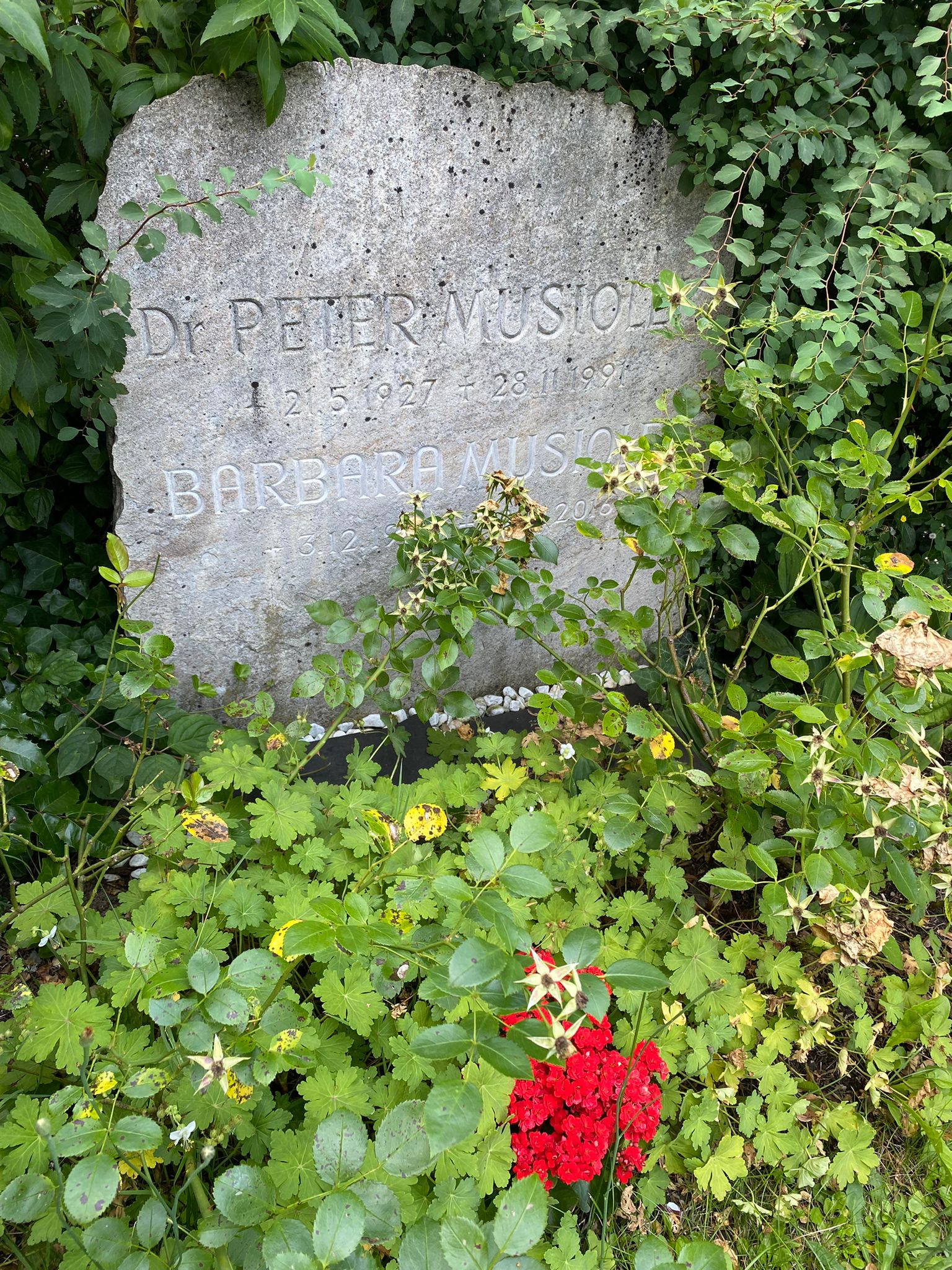
Grabstätte auf dem Waldfriedhof Grünau

Peter Musiolek begann nach dem Kriegsende und kurzer amerikanischer Kriegsgefangenschaft das Studium der Chemie an der Textilingenieurschule in Cottbus. Am 23. Juni 1950 wurde er vom MGB unter der Anschuldigung der Spionage verhaftet und anschließend zu 15 Jahren Lagerhaft verurteilt. Am 19. Dezember 1950 berichtete die Tageszeitung der DDR, das Neue Deutschland über die Verurteilung eines gewissen Peter Musiolek als Spion. Anfang 1951 wurde er über Brest, Moskau und Wologda in das Arbeitslager Workuta verbracht. Er verblieb im Areal des Schachtes 29 in Workuta, ASSR der Komi, nördlich des Polarkreises bis 1955. 1955 wurde er aus der Haft entlassen, nachdem man ihn zuvor Anfang 1955 in die Nähe von Swerdlowsk in ein deutsches Kriegsgefangenenlager verlegt hatte. Dort wurde er im Nachhinein zum deutschen Kriegsgefangenen gemacht und kam als solcher nach dem Moskau-Besuch Konrad Adenauers im gleichen Jahr frei.
Von 1956 bis 1960 studierte er an der Humboldt-Universität zu Berlin Geschichte und bei Elisabeth Charlotte Welskopf speziell Alte Geschichte und bot danach Lehrveranstaltungen zur Geschichte der Antike an. 1972 wurde er mit einer Arbeit zum Thema Probleme und Tendenzen der Warenproduktion in der Athenischen Polis am Ende des 5. und am Anfang des 4. Jahrhunderts v. u. Z. und die Reaktionen der Zeitgenossen promoviert. Gutachter waren Elisabeth Charlotte Welskopf, Wolfgang Jonas und Heinz Kreißig. Nach der 3. Sozialistischen Hochschulreform 1969 arbeitete Peter Musiolek an der Akademie der Wissenschaften der DDR in der Forschung. Im Februar 1988 wurde Peter Musiolek an der Humboldt-Universität zum Honorardozenten für Alte Geschichte an der Sektion Geschichte ernannt. Er beschäftigte sich vornehmlich mit der Geschichte der Stadt Athen sowie mit der griechischen und römischen Sozial- und Wirtschaftsgeschichte. 1990 wurde er zum stellvertretenden Direktor des Instituts für Wirtschaftsgeschichte gewählt und 1991 durch den Unabhängigen Historikerverband für die Struktur- und Berufungskommission Geschichte des Senats von Berlin und der Humboldt-Universität vorgeschlagen. Er nahm diesen Vorschlag an und setzte alles daran, der Altertumswissenschaft an der Humboldt-Universität wieder internationale Anerkennung zu verschaffen, doch verstarb Musiolek noch im selben Jahr in Berlin. Dort wurde er auf dem Waldfriedhof Grünau beigesetzt.

## Schriften (Auswahl)
- Herausgeber: Studien zur athenischen Sozialstruktur und römischen Wirtschaftspolitik in Kleinasien. Akademie Verlag, Berlin 1977 (= Jahrbuch für Wirtschaftsgeschichte, Sonderband).
- mit Wolfgang Schindler: Klassisches Athen. Koehler und Amelang, Leipzig 1980.
- Herausgeber: Studien zur römischen Stadtentwicklung in Italien und Thrakien. Akademie Verlag, Berlin 1983 (Jahrbuch für Wirtschaftsgeschichte, Sonderband).
- mit Detlef Rößler: Stadt der Athene. Kinderbuchverlag, Berlin 1989, ISBN 3-358-01350-2.